# Konrad af Querfurt (biskop af Würzburg)
 For alternative betydninger, se Konrad af Querfurt. (Se også artikler, som begynder med Konrad af Querfurt)
Konrad von Querfurt (født ca. 1160, død 3. december 1202 i Würzburg) var en betydningsfuld gejstlig fyrste i det sene 12. århundrede. Han var biskop af Hildesheim (1194–1199) og biskop af Würzburg (1198–1202) og tjente to tysk-romerske konger som rigskansler (1194–1201).
1. ↑  Navnet er anført på engelsk og stammer fra Wikidata hvor navnet endnu ikke findes på dansk.
2. ↑  Navnet er anført på engelsk og stammer fra Wikidata hvor navnet endnu ikke findes på dansk.